# Динодинг
Динодинг (валл. Dunoding) — суб-королевство, зависимое от королевства Гвинед. Образовалось в V веке, окончательно ликвидировано в IX или X веке.

## История
Здесь стал править Динод ап Кунеда, четвёртый сын Кунедды, от имени которого государство и получило своё название. Динодинг располагался в районе современных Портмадога и Харлеха, на севере находились владения Эйниона, а на юге Мейрионидд. Кроме имен, никаких других сведений о королях Динодинга не сохранилось. Последним представителем династии был Кихелм, территория Динодинга вошла в состав Гвинедда, примерно в период с 850 по 925 годы.

## Короли Динодинга
- Динод
- Эйнион, или Эйфион[3]
- Дингад
- Мейриг
- Эйнион, или Эйфион[3]
- Исааг, или Исаак[3]
- Подген Старый, или Побиен Старый[3]
- Поедлеу, или Побтелу[3]
- Итон, или Эйфион[3]
- Брохвайл
- Эйгион
- Иойанвал, или Иейанавл[3]
- Карадог Вледиг[4]
- Блейдидд
- Кихелм, или Кихелин[3]